# Aluka
Aluka è una biblioteca digitale e una piattaforma collaborativa, che ospita contenuti multimediali e documentali relativi al continente africano.
In Africa, l'accesso è gratuito per tutte le istituzioni accademiche e non profit.
Il nome deriva da una parola della lingua zulu che significa "tessere". La missione di Aluka è quella di connettere gli studiosi di tutto il mondo all'interno di una piattaforma collaborativa per la condivisione della conoscenza. Il pubblico di Aluka è composto da comunità di ricerca e da centri di formazione secondaria a livello globale.

## Storia
Fondata nel 2003, Aluka è stata un'iniziativa di Ithaka, un'organizzazione senza scopo di lucro con sede a New York City e a Princeton, nello stato del New Jersey. Ithaka Harbors opera come incubatore di progetti che utilizzano la tecnologia a supporto dell'istruzione superiore. Le fasi iniziali del progetto furono finanziate dalla Mellon Foundation, dalla William and Flora Hewlett Foundation e dalla Stavros S. Niarchos Foundation.
La prima versione di Aluka fu lanciata a febbraio del 2007 con un accesso alle anteprime disponibile per gli abbonati del sito JSTOR.
A giugno dell'anno successivo, i rappresentanti di Ithaka e JSTOR sottoscrissero un documento che raccomandava l'integrazione di Aluka all'interno di quest'ultimo.
Aluka promuove la donazione o il lascito di raccolte di interesse accademico da parte di istituzioni e di singoli individui, ne cura la catalogazione e la digitalizzazione nell'ottica di una preservare il materiale nel lungo periodo, con particolare riguardo ai contenuti di difficile reperimento.

## Contenuto
La biblioteca digitale Aluka è suddivisa in tre aree principali:
- piante africane: raccolta di esemplari di piante africane e materiali correlati forniti dalla African Plants Initiative. Si tratta di un erbario catalogato numericamente secondo la codifica dell'African Plants Initiative gestita dalla Fondazione Andrew W. Mellon. In tre anni, 39 istituzioni di 20 Paesi (di Africa, Europa e Stati Uniti) alimentarono la base di conoscenza con i dati di quasi 300.000 specie vegetali. Nel 2007, fu avviata anche l'iniziativa per la catalogazione delle piante sudamericane (Latin American Plants Initiative), in seguito divenuto un progetto globale col nome di Global Plants Initiative (abbreviato come GPI).[1][2]. Nel 2001, aderivano 190 istituzioni di 60 Paesi che due anni più tardi erano cresciuti a 300 entità provenienti da 75 nazioni, che avevano contribuito al raggiungimento di una raccolta di oltre 2 milioni di documenti botanici, di cui 1.8 milioni erano specie erbarie e ulteriori 450.000 erano articoli illustrativi. In Francia, il progetto è stato gestito dall'Università di Montpellier e dalla rete chiamata "Tela Botanica".[3]
- patrimonio culturale: modelli 3D, tour panoramici e fotografie che documentano i siti del patrimonio africano, creati dal Progetto Zamani.[4][5][6][7][8][9] La collezione include documenti relativi all'arte rupestre, alla moschea Djingereyber a Timbuktu[10], alla grande moschea di Djenné[11], alle chiese scavate nella roccia di Lalibela[12], Petra, alle rovine swahili di Kilwa Kisiwani e Songo Mnara[13][14], al forte Lamu[15], alla moschea Shela[16], all'Elmina Castle[17], al forte di San Sebastiano.[18][19]
- lotte per la libertà nell'Africa australe: documenti relativi alle lotte di liberazione nell'Africa del sud, provenienti da Angola, Botswana, Mozambico, Namibia, Sudafrica e Zimbabwe.[20]